# Leucosia whitmeei
Leucosia whitmeei is een krabbensoort uit de familie van de Leucosiidae. De wetenschappelijke naam van de soort is voor het eerst geldig gepubliceerd in 1875 door Miers.